# 가이던스
가이던스https://ko.m.wikipedia.org/w/index.php?title=%ED%8A%B9%EC%88%98:%ED%99%88%ED%8E%98%EC%9D%B4%EC%A7%80&source=personaltoolslink&namespace=-1guidance)는 교육 과정 선택이나 취직 준비를 위해 학생을 돕거나 지도하는 과정을 말한다.
가이던스는 자유교육의 산물이며, 그 방법인 동시에 민주적 생활교육의 기본구상이라고 하겠다. 왜냐하면 자유로운 사회의 발달과 개아(個我)의 생산적 확립을 동시에 지향하는 근대교육이 필연적으로 가이던스를 낳고 발달시켜 왔음은 근대교육사에서 필연적으로 수긍될 수 있기 때문이다. 요약해서 말한다면, 가이던스는 20세기의 새로운 교육기능이나, 거기에 잠재하는 개념은 자유교육의 역사적인 성장의 산물이다. 그러므로 가이던스는 교육기술 내지 방법의 발전으로서뿐만 아니라, 민주사회의 요청에 알맞은 학교교육의 생활적인 지도구상에 있어서 전체 내지 지체관련적(肢體關聯的) 문맥으로서 받아들여야 할 것이다.

## 가이던스의 기원(起源)과 역사
가이던스 개념의 현대적 발달의 유력한 기인(起因)은 미국의 직업지도(職業指導)의 발달 및 확충(擴充)에서 찾아 볼 수 있다. 가이던스(guidance)라는 교육명사는 미국에서 발생했으며, 그 기원은 1907년의 프랭크 파슨스(Frank Parsons)의 '직업지도'라 하겠으며, 또한 가이던스 개념의 발전은 이 뒤를 이어 일어난 일련의 직업지도운동의 보급을 중핵(中核)으로 하는 학교교육 전영역에서 연쇄적인 모든 반응과 개변(改變)에 따른 것이다.

### 직업 가이던스 시대
미국의 직업지도운동은 발전사상 세 시기로 나눌 수 있다. 제1기는 보스턴시(市)의 문정국(文政局)에 '보스턴직업협회'가 설립되고, 초대장관인 파슨스에 의해 성인(成人)남녀에 대해 직업선택과 취직을 위한 원조업무가 시작되었을 때라고 하겠다. 1910년에는 파슨스의 협회사업이 성공, 여론을 환기시켰으며, 보스턴시의 교육위원회는 보스턴시의 모든 중등학교에 직업지도 담당자를 임명토록 명령했다. 보스턴시에서 시작된 이 새로운 경향은 다른 지역의 교육위원회에도 점차 보급됐다. 계속되는 몇 년 동안 많은 여러 도시의 교육위원회가 학교교육 내용 가운데에서 어떤 직업지도업무를 공급하는 조직을 갖추게 되었다. 또한 1913년에는 미시간주(州) 그랜드 래피드스(Grand Rapids)의 회합에서 '전미(全美)직업지도협회'가 설립되고, 1915년의 <직업지도>지(誌)의 창간은 이 운동에 결정적인 비약을 주는 계기를 만들었다. 이와 같이 해서 이 시기에는 직업지도운동의 필요성이 지역사회나 학교 당국으로부터 통감되어 급속하게 보급되었다. 그러나 전통적인 학교교육의 계획 가운데에서 새로 추가된 부분으로서의 전교육(全敎育)계획이 융합되기에는 아직 어려운 위치에 머물러 있었던 것이 이 시기의 특색이다. 이 시기는 이른바 '직업지도시대'로서, 적어도 교육의 실천면에서는 단순히 '가이던스'라고 불리는 교육기능은 존재하지 않고, 직업적 가이던스가 유일한 것이었기 때문이다. 이 시기에 직업지도에 종사한 사람들은 청소년에게 적절한 직업적 선택이나 결정 및 준비를 해 주는 것을 제1의 임무로 생각하고, 생계를 얻는 수단으로서 '직업' 문제를 매체로 하여, 학교생활에의 '적응' 문제에 접근하기 시작했다. 그러나 그들은 학교에 부과되어 왔던 새로운 생산기능을 자기들이 단독으로 알아야만 한다는 의식에 너무 사로잡혀 있었다. 당시의 종사자들은 직업적 견지로 인한 일반적 고집과, 교육 전반에 관한 편협한 고집으로 직업지도를 통해 학교교육 계획을 독점하였고, 또 이를 배타적으로 강조하였으며, 이로 말미암아 전통적인 교재관(敎材觀)에 사로잡힌 교사들 사이에는 어색한 대립과 고립주의가 만연되었다. 그러나 직업지도가 그 사명달성을 위해서 발전시킨 '적응'을 위한 모든 기술은, 종래의 전통적 학교가 갖지 못했던 성질의 것으로, 개인차의 인정이나 인성(personality)의 여러 특성을 위한 교육지도 계획에 새로운 길을 트게 했으며, 테스트나 지역사회의 실태조사를 위한 여러 기술과 문헌적 영역의 개척을 급속하게 발전시키는 데 큰 공헌을 했다. 직업지도가 전통학교로부터 근대학교로의 추이와 변화에 이바지해 온 결정적 역할은 개별적 교육방법에서의 진보라는 것뿐 아니라, 근대학교가 지역의 여러 문제에 공헌하는 교육 센터로서 새로운 생산적 역할을 널리 사회 전반에 계몽시켰다는 점이다. 이와 같이 해서 현대사회의 신탁(信託)에 따르는 새로운 교육에서는 전통적인 학교방식에서의 교육과정의 '동질성'을 개별적인 '이질성'으로 향하게 하고, 교육과정을 생활의 과제에 밀착시키고, 개별적인 의지결정의 여러 양태(樣態)를 강화, 가장 현실적이면서도 절실한 과제를 중핵으로 해서 강요되었던 것과 같다고 하겠다.

### 가이던스의 개념 발전시대
미국의 직업지도는 1929년부터 시작된 대공황을 계기로 하여 제2의 시기, 즉 '가이던스의 발전시대'에 들어갔다. 제2의 시기는 직업지도가 학교교육의 전체계획에 융합함과 동시에, 그 결과로서 가이던스 개념의 다양한 발전을 초래했던 시기이다. 이 시기의 특색은 가이던스에 관한 이론연구가 발전했다는 점이며, 또 하나는 실천에 있어서 직업 가이던스가 그 본래의 사명을 위해서 다른 관련된 모든 영역을 발전시킬 필요성을 통감했다는 점이다. 이러한 모든 영역의 발전은 단적으로 '직업적 견지'에 입각하기보다는, '전인적(全人的) 견지'에 입각함으로써 비로소 만능이 되기 때문에, 전통적인 학교교육기능의 변용과 확충을 기할 수 있게 되었다. 이 동향은 직업적 가이던스의 모든 기능이 발전적으로 분해하여, 다방면적인 가이던스의 국면을 새로 독자적으로 발전시켜, 마침내 학교교육에 '가이던스'라고 하는 특정기능의 존재의 필요를 입증해 온 근대학교의 여러 변용 속에서 볼 수 있다. 직업지도는 이 때문에 학교교육의 성과의 종합적인 상승에서 최고도로 가능해지며, 학생으로 하여금 전체의 교수 계획이나 전인적 발달계획을 보다 효과적으로 이용할 수 있도록 고안된 조언적(助言的) 교육기능의 존재를 전제로 한다 직업지도계획은 일련의 것으로서, 배경에 퍼져 간 넓은 범위의 '선택'이나 '결정'이나 '해결'에서의 조언체제의 확충(학교교육계획의 근대화·민주화·생산화된 구상)에 의해서 가장 잘 달성될 수 있다는 인식에 도달했다. 그리고 이것은 직업교육의 당사자뿐만 아니라, 바야흐로 생활교육의 과제를 담당하고 있던 학교교사 전부가 깨닫게 된 새 교육의 구조였다. 이와 같은 견해는 교육 가이던스, 여가 가이던스, 건강 가이던스, 시민적 가이던스 등 다양한 가이던스를 발생케 하고, 학교교육의 여러 영역에 가이던스 기능을 연쇄적으로 유발시키고 추가시켰다. 그 영향은 학교교육을 '교재에서 학생'으로 눈을 돌리게 하고, 지도의 형태(形態)를 고정된 것에서 동적인 것으로 했으며, 생활과 밀착시킨 유연한 폭을 허용하는 것으로 했으며, 교육의 규준 제1주의로 일관된 눈을 개개의 독자적인 생장과정으로 향하게 했으며, 학생의 모든 생활 속에서 가이던스의 필요 영역이 점재(點在)함을 인식시켜 왔다. 그 출발에 있어 사회로부터의 요청이었던 직업지도는, 가이던스의 다채로운 발전이 밑받침되어, 어디까지나 생활교육을 도야적(陶冶的)이고 생활적으로 개척했던 것이다. 이와 같은 가이던스의 이론적 발전은 학교교육에서의 이 새 기능의 필요와 의의를 인정하고 널리 논의되기에 이른 1925년경부터라고 하겠으며, 제2의 발전기의 소산(所産)이라 할 수 있다.

### 생활 가이던스 시대
가이던스는 앞서 말했듯이 직업지도에서 출발하고, 또한 직업지도 그 자체의 목적달성을 위해서도 전인적인 발달의 입장을 강조하게 되어, 학교교육 전체에 걸쳐 가이던스의 모든 영역을 개척했다. 그러나 이윽고 이러한 모든 영역에서의 여러 가지 가이던스가 개개 청소년의 모든 생활 속에 침투하고 기도되어, 생명적인 통합을 향해 조정되는 것이 필요해졌기 때문에, 그것들은 '생활 가이던스'로서 학교교육계획의 모든 영역에 걸친 생활교육으로 접근하기 시작했다. 1940년 전후부터 '생활중심학교(生活中心學校)'를 제창한 것은 가이던스 기능을 통해서 바라본다면, 생활 가이던스를 둘러싼 교육체제의 변용과 교사기능의 변혁을 초점으로 한다. 여기서 새삼스럽게 전통적인 교수·훈련과 가이던스의 개념과의 조정을 꾀할 필요가 생겨났다. 여기에 교육과정과 가이던스의 관계가 다루어지고, 교사의 기능변용이 문제로 등장함과 동시에, 학교관리와 가이던스의 위치를 중심으로 한 학교교육의 모든 체제가 기능적으로 변혁되는 문제가 또한 제기되었다. 이 가이던스에 의한 학교교육의 변용기는 '가이던스 즉 교육시대'라고도 말할 수 있겠으며, 그러한 변혁의 방향이 보다 고차적인 직업지도(진로지도)를 향한 학교교육의 전체적이면서도 생활적인, 더구나 개성계발적(個性啓發的)인 조정이라는 점에서, 생산개성을 목표로 하는 생활교육의 방법적 발전을 뜻하는 것이다. 2차대전 종전 후, 미국으로부터 민주주의적인 여러 제도와 함께 가이던스가 도입되고, 테스트나 조사(survey)기술이 제창되었으나, 직업 가이던스와 가이던스를 별개의 것에서 나온 것처럼 받아들이게 되고, 직업지도와 생활을 이원적(二元的)인 구조로 받아들이는 경향이 엿보인다. 거기서는 직업지도가 '직업 가이던스 시대'그대로의 모습을 지닌 고립화하고 있으며, 가이던스는 생활교육의 지도이론으로서 생활화나 사회화의 경로를 거치지 않고, 생산화와 개성화적 여러 방도가 일원적(一元的) 생활교육에로의 융합을 결여한 채 수많은 혼란과 이원성이 발견되고 있다. 여기에서 직업 가이던스에서 출발하여, 이윽고 가장 현실적인 인간형성의 다양화를 목표로 하는 생활적 개성신장(個性伸長)의 교육으로 발전, 새롭게 학교교육의 전역(全域)을 개척하고, 또한 고차적 전인적(全人的)인 직업 가이던스로 통합되어 온 가이던스의 역사적 발전과정이 주시되어야만 한다.

## 근대학교에의 가이던스 도입계기와 생활교육

### 가이던스 도입의 여러 계기

#### 가이던스 도입의 제1계기
가이던스를 도입시킨 첫째 계기는 사회가 자유사회라는 조건이며, 또한 사회가 개인의 자유로운 성장을 용인하기에 필요한 자유성을 존중한다는 점이다. 요컨대 사회로부터 무엇인가를 채택한다는 것도 자유이며, 무엇을 부여해도 자유롭고, 또한 표현과 방법에 있어서는 사회의 온상이 필요하며, 그것은 사회적 모랄(moral)의 시인과 기본적 인권의 존중을 구현화하는 교육체제를 우선 갖춰야만 한다.

#### 가이던스 도입의 제2계기
기본적 인권의 존중은 관념적·철학적 승인에 머무는 것이 아니라, 개별적으로 보아서 정치적·문화적·생산적으로 리얼한 사회생활에서의 여러 관계가 확립되어야만 한다. 따라서 자율사회(自律社會)의 학교는 이처럼 자유로운 사회구조의 요람이므로, 기본적 인권의 존중과 여기에 알맞은 개인의 확립을 위해 교육방법과 기술발전의 필요가 제2의 계기가 되며, 민주적 교육의 과제를 요인으로 한다. 가이던스는 이러한 견지에 입각해서 교육활동을 하며, 전통적인 관행(慣行)과 대결하여 청소년으로 하여금 그들의 성장과정에서 꾸준히 자주적인 비판·추리·선택·결정을 하게 하고, 자기의 가치화를 향해 새 국면을 개척하려는 점에서, 이 주체적인 지도방법의 발달은 진보적인 도야론(陶冶論)의 발전계열에 있다고 하겠다.

#### 가이던스 도입의 제3계기
제3의 계기는 개인차의 요인으로서, 주로 생물학적 기초의 수용(受容)이라는 원리에서 온다. 개인의 확립은 개성을 향한 자기형성 과정으로서, 생활로 체험되는 자기의 가치실현과정이 아니고서는 현실성은 상실되고 생산적이 되지 못한다. 개성의 형성과정은 개인차를 중심으로 한 조장·수정·교정으로서, 일련의 생활적·생산적인 생명체험의 실제적 생활과정이다. 그리고 독자적인 가치실현적 체계로의 교육은 개인차의 인용(認容)과 자기존중·정조(情操)의 보존이 중핵이며, 그것들에 의해서 표현되는 독자성에서 그 단서를 찾을 수 있다. 20세기에 들어와서 여러 과학의 진보, 특히 '차이심리학(差異心理學)'의 놀라운 진보가 개인차의 해명에 공헌했다는 것이 개별화 교육방법의 여러 영역을 개척하는 데 이바지해 온 역할에 대해서는 널리 알려져 있는 바이다. 인간이 인간 일반이라는 보편적 존재로 파악되었을 때에는 철학적으로나 사회적으로도 동격이며 평등이나, 생물학적으로는 극심한 차이가 있는 존재이며, 신체적·정신적·생육사적(生育史的)으로도 이질의 것이다. 지능·흥미·적성뿐만 아니라, 신체적인 여러 차이가 생명체제의 생존양태(生存樣態)를 다양한 기계적 차이로 만들어내고, 이로써 환경과 교감(交感)하는 결과, 이것들은 생명을 생활유형으로서 발달시키는 요인이 되며, '개성'은 이리하여 '생의 유형'과 같은 뜻의 말이 된다.

#### 가이던스 도입의 제4계기
가이던스를 발생시킨 제4의 계기는 신교육 발생의 생산주의적인 접근의 여러 양상 가운데에서 발견된다. 이것은 신교육이 이론적으로 가이던스를 필수로 하는 온상을 개척하고, 가이던스 수용체제를 향해 학교교육의 구상을 '각성－생활보호－선별(選別)－육성'을 향해 개변(改變)해야 할 신탁된 과제를 지닌다는 것이다. 신교육의 이론적 발전은 현대학교의 과제를 생활적인 개성교육에서 파악하고, 그 때문에 학교를 생활화 하고, 지역사회와의 관련형태를 진전시켰으나 여기에 즉응할 지도형태에 대한 요구가 필연적으로 교사의 변용(變容)을 요구했다. 그 변용은 교사를 교수자(instructor), 훈련자(trainer)로서의 전통적인 권위의 지위에서 우애와 구제의 기능을 가미시킨 조언자(counselor)로 하는 것이었다. 현대의 신교육에서는 모든 교사의 본질적인 책무(責務)로서 가이던스 기능의 분유(分有)를 요구함으로써 그 구조를 생활화할 수 있다고 생각한다. 우리는 그것을 홈 룸(home room)의 발달, 학습지도 요령의 성격, 교육기준에 있어서 교재기준보다 학생 중심으로 향하게 하는 폭넓은 활동(activities)의 공여 등 여러 동향에 따라 연역논리(演繹論理)로 지탱된 기준중심의 학습방식으로부터 귀납적이며 개별적인 것으로의 전환 가운데에서 발견할 수 있다. 나아가서 학교와 실사회를 연속시킴으로써 그 지위를 교육행정적으로 확립시켜 온 직업지도 담당자의 역할 등에서 발견할 수 있으며, 또한 현대의 학교가 지역사회를 교육과정의 일부로서 활용하는 생활과제적인 구조의 증대 중에 그치지 않고, 얼마 후에는 학생을 직장에 배치하고(placement), 나아가 진로배치 후의 추후활동(follow-up)까지의 책임을 맡는 생활적·생산적인 지도구조의 확대에서 발견할 수 있다. 가이던스는 이와 같이 생활주의적 현대 학교교육에 새로운 방법기술과 변혁을 위한 지도원리를 이룩했으며, 학교교육을 실생활에 연속시켜 도야하고, 개인의 자율적인 형성작용에 도움을 주는 새로운 기능을 정립시킴으로써 학교교육의 모든 영역에 침투하는 역사적 계기를 획득하였다. 가이던스는 인간의 개성화를 목표로 하는 교육이념을 방법론적으로 개발하는 것이며, 사회의 추이와 변동에 의해, 그리고 학교교육의 과제가 증대됨에 따라 더욱 기술적으로도 다양해질 것이다.

### 다양한 삶의 유형양성과 가이던스
새로운 학교교육은 '인간 일반'에 필요한 동질적인 교육내용으로부터 더욱 진전하여, '차이체(差異體)'로서의 인간의 실태에 즉응하는 다양하면서도 이질적인 교육내용의 공여체제(供與體制)로 전환되어야만 한다. 신교육은 이와 같은 교육내용의 윤택화적 방향을 확대된 생활교육 속에서 구한다. 그래서, 개인차에 따르는 교육은 획일적인 교육서(敎育書)나, 똑같은 프로그램이나, 근소한 교육적 공여물 가운데에서는 구할 수 없게 되어, 학교교육의 협소하고 전통적인 벽에서 탈출, 광범한 생활전체 가운데에서도 꾀할 수 있도록, 교육과정의 다양화와 실생활에의 돌출을 촉진시키게 되었다. 낡은 형식도야관(形式陶冶觀)의 붕괴가 학교교육을 생활화하고 사회화하여 개성교육을 고무시키게 되었음은 주지하는 바이다. 그래서 개인차의 인용(認容)에 의한 교육과정의 개별화와 풍부화, 즉 결과로서의 생활화나 사회화는 개인의 욕구에 필요한 교육의 질이나 양을 다채롭게 준비하고, 적절한 선택이나 할당을 원조하여, 다양한 '삶의 유형'에로 생장하는 데 필요한 진로의 선별(選別)을 조성하는 기능이 필요해지기 때문에 해석과 선택, 결정에서의 원조의 교육적인 방법으로서 가이던스를 받아들일 바탕을 만들었다. 생활화된 새로운 학교교육에서 개성교육의 과제는, '모든 아동·청소년'에게 '전부'가 동질적으로 주어지는 것이 아니라, 전(全)생활환경의 '조언적(助言的) 해체'에 의한 '개별환경의 설정'으로서, 선별(選別) 기능으로서의 가이던스를 필수로 하는 문제영역의 확대와 특수화 속에서 구할 수 있다. 실제의 생장(生長)에서 볼 수 있는 모든 현실은 꾸준히 문제를 일으키고 있다. 또한 현실적 인간관계에는 수많은 대립과 항쟁이 있고, 현대의 문명에는 메카니즘(mechanism)을 만드는 관성(慣性)의 지배가 있으며, 매스컴의 급격한 발전이 개인의 매몰(埋沒)과 자주성의 상실을 초래하는 수많은 위기를 증대시키고 있다. 따라서 현실은 해석, 선택, 결정의 경우 현명함과 적절함이 극히 필요하다. 가이던스는 바로 이런 점에서 현장의 문제에서 발생하는 사회변동과 대결하려는 교육기능이 된다. 동시에 사회의 자유성은 다양하다. 자유로운 사회는 꾸준히 변동하고 추이하는 유동 속에 있으며, 획일과 고정이 없기 때문에, 사회에서 젊은이가 개별적으로 적응하기 위해서는 주체적이고 능동적인 위치에 서야만 한다. 적응은 어떤 의미에서는 자주적인 생활의욕의 표명이며, 독자적인 생산체제의 제시이며, 자기인용의 주장이다.